# Tupoljev Tu-143
Tupoljev Tu-143 Rejs (rusko Рейс, 'polet' ali 'potovanje') je sovjetsko izvidniško brezpilotno letalo, ki je bilo uporabljano v sedemdesetih in osemdesetih letih 20. stoletja, večinoma v državah Varšavskega pakta. Danes je v uporabi v Rusiji, Ukrajini, Severni Koreji in Siriji.

## Opis
Brezpilotno letalo Tu-143 je bilo predstavljeno leta 1976. Razvoj je potekal vzporedno z razvojem brezpilotnega letala Tu-141. Obe letali sta podobnega videza, le da je Tu-143 vidno manjše.
Zasnovano je bilo kot neoboroženo izvidniško brezpilotno letalo krajšega dosega, namenjeno za opravljanje poletov na nižjih višinah. V povprečju je bilo uporabljano za polete z razdaljo med 60 in 70 kilometri ter višino letenja do enega kilometra nad tlemi. Največji doseg je približno 200 kilometrov, največja višina letenja pa približno pet kilometrov nad tlemi. Izstreli se s platforme na tovornjaku s pomočjo raket (RATO), kmalu zatem pa se vžge turboreaktivni motor Klimov TR3-117 z okrog 590 kg potiska. Pristane s pomočjo padala.
Proizvodnja je potekala v sedemdesetih in osemdesetih letih 20. stoletja, ko je bilo izdelanih približno 950 primerkov. Na prvotno različico je bila nameščena filmska kamera, pozneje pa so jo nadomestile sodobnejše televizijske kamere s sistemom za sprejemanje telekomunikacijskih signalov (SIGINT) in podatkovno povezavo z določeno postajo na tleh.

## Uporaba
Brezpilotna letala Tu-143 so do razpada Sovjetske zveze večinoma uporabljale države Varšavskega pakta ter njihove zaveznice na Bližnjem vzhodu. Sovjetska vojska jih je v osemdesetih letih 20. stoletja uporabljala za opravljanje izvidniških misij med sovjetsko-afganistansko vojno. V ta namen jih je leta 1982 nad Libanonom in Izraelom uporabljala tudi Sirija.
Številne primerke brezpilotnih letal Tu-141 in Tu-143 je v uporabo vrnila Ukrajina, ko se je aprila 2014 začela vojna v Donbasu. Tega leta je bilo poročanj, da so proruski separatisti na območju vzhodne Ukrajine sestrelili najmanj dva primerka brezpilotnega letala Tu-143.
Poročanja o ukrajinski uporabi brezpilotnih letal Tu-141 in Tu-143 so se zopet pojavila po začetku ruske invazije na Ukrajino februarja 2022. Že marca se je domnevalo o predrugačenih primerkih z nameščenim eksplozivom za opravljanje zračnih napadov na ruska oporišča. Takrat se je v hrvaški prestolnici Zagrebu pripetilo strmoglavljenje brezpilotnega letala Tu-141, ki naj bi zašlo s poti po izstrelitvi na ozemlju Ukrajine.
Sredi leta 2022 so ruske oborožene sile poročale o sestrelitvi dveh primerkov brezpilotnega letala Tu-143 v bližini Kurska, približno 80 kilometrov od rusko-ukrajinske meje, nato pa je decembra prišlo do eksplozij na dveh vojaških letališčih v bližini Rjazana in Saratova, več sto kilometrov od rusko-ukrajinske meje. Ukrajinske oblasti niso prevzele odgovornosti za eksplozije, kljub temu pa so jih nekateri ruski uradniki opisali kot ukrajinske zračne napade s pomočjo predrugačenih brezpilotnih letal Tu-141 ali Tu-143.

## Specifikacije (Tu-143)
- Razpon kril: 2,24 m
- Dolžina: 8,06 m
- Višina:  1,54 m
- Teža: 1230 kg

- Največja hitrost: 950 km/h (515 vozlov)
- Dolet: 200 km (110 navtičnih milj)
- Višina leta: 5000 m